# Caroline Santos
Caroline Gomes dos Santos, född 6 februari 1996 i Água Boa, är en brasiliansk taekwondoutövare.

## Karriär
Santos började med taekwondo som tioåring. I maj 2019 tog hon silver i 62 kg-klassen vid VM i Manchester efter en finalförlust mot turkiska İrem Yaman. I oktober 2019 tog Santos silver i 62 kg-klassen vid militära världsspelen i Wuhan efter en finalförlust mot kinesiska Song Jie.
I juni 2021 tog Santos guld i 62 kg-klassen vid panamerikanska mästerskapen i Cancún efter att ha besegrat amerikanska Anastasija Zolotic i finalen. I maj 2022 tog hon återigen guld i 62 kg-klassen vid panamerikanska mästerskapen i Punta Cana efter att ha besegrat colombianska Katherine Dumar i finalen. I november 2022 tävlade Santos i 62 kg-klassen vid VM i Guadalajara. Hon besegrade panamanska Carolena Carstens i sextondelsfinalen men blev sedan utslagen i åttondelsfinalen av kinesiska Zhou Lijun.
I juni 2023 tog Santos silver i 62 kg-klassen vid VM i Baku efter en finalförlust mot ryska Lilija Chuzina. I oktober 2023 tog hon brons tillsammans med Maria Clara Pacheco och Sandy Macedo i lagtävlingen vid panamerikanska spelen i Santiago.